# Liste der Bodendenkmale in Rehlingen
In der Liste der Bodendenkmale in Rehlingen sind alle Bodendenkmale der niedersächsischen Gemeinde Rehlingen aufgelistet. Die Quelle ist der Denkmalatlas Niedersachsen. Der Stand der Liste ist der 13. Oktober 2024.
In den Spalten finden sich folgende Informationen des Bodendenkmales :
- Lage        : geographische Koordinaten
- Bezeichnung : Bezeichnung lt. Denkmalatlas
- Beschreibung: Beschreibung lt. Denkmalatlas
- ID          : Objekt-ID
- Bild        : Bild, ggf. zusätzlich mit Link zu weiteren Fotos im Medienarchiv Wikimedia Commons.

## Diersbüttel
| Lage                        | Bezeichnung                  | Beschreibung | ID       | Bild           |
| --------------------------- | ---------------------------- | --- | -------- | -------------- |
| 53° 7′ 3″ N, 10° 16′ 4″ O   | Diersbüttel 1, Großsteingrab | | 28967766 | Weitere Bilder |
| 53° 7′ 1″ N, 10° 16′ 23″ O  | Diersbüttel 5, Wölbacker     | | 28932659 | BW             |
| 53° 6′ 16″ N, 10° 16′ 8″ O  | Diersbüttel 8, Viehgehege    | | 28932661 | BW             |
| 53° 6′ 48″ N, 10° 16′ 52″ O | Tellmer 2, Wüstung           | Die Orts- und Flurwüstung Hillersbüttel besteht aus der ehemaligen Dorfstelle mit Hauspodesten und Brunnen (Gmkg. Betzendorf, FStNr. 18); aus z. T. erhaltenen, z. T. zerstörten Wölbackerfeldern (Gmkg. Betzendorf, FStNr. 24, Tellmer, FStNr. 2 und Diersbüttel, FStNr. 5); aus mehreren Einfriedungen – wohl Pflanzkämpen bzw. Viehgehegen – (Gmkg. Betzendorf, FStNr. 25, Tellmer, FStNr. 3 und Diersbüttel, FStNr. 8) sowie aus der alten Dorfstelle herausführenden Wegespuren (Gmkg. Betzendorf, FStNr. 26). Hillersbüttel ist bereits bei seiner ersten urkundlichen Erwähnung im Jahre 1499 wüst, möglicherweise fiel das Dorf 1396 den „Mordbrennern des Statius von Mandelsloh“ zum Opfer. | 35325868 | BW             |

## Ehlbeck
| Lage                        | Bezeichnung                  | Beschreibung | ID       | Bild |
| --------------------------- | ---------------------------- | --- | -------- | ---- |
| 53° 6′ 12″ N, 10° 9′ 4″ O   | Ehlbeck 7, Grabhügel         | | 28933028 | BW   |
| 53° 5′ 46″ N, 10° 9′ 5″ O   | Ehlbeck 11, Grabhügel        | Rund, Dm. 14 m; H. 1 m. Rand auslaufend. | 28933038 | BW   |
| 53° 5′ 46″ N, 10° 9′ 3″ O   | Ehlbeck 12, Grabhügel        | Rund, deutlich gewölbt, Dm. 13,5 m; H. 1,1 m. Zentral eine alte Eintiefung. Rand auslaufend. Im Südost-Bereich Mulden.                                                               | 28933040 | BW   |
| 53° 4′ 59″ N, 10° 9′ 32″ O  | Ehlbeck 20, Grabhügel        | Fast rund, Dm. 12 m; H. 0,8 m. Ost-Rand durch Weg angeschnitten. Zentral eine Eingrabung (L. 3 m; Br. 2 m). Rand auslaufend.                                                         | 28933152 | BW   |
| 53° 5′ 1″ N, 10° 9′ 29″ O   | Ehlbeck 21, Grabhügel        | Rund, Dm 16 m; H. 1,4 m. Rand abgesetzt, eine Eingrabung (L. 3,5 m; Br. 1,5 m; T. 0,7 m).                                                                                            | 28933154 | BW   |
| 53° 4′ 58″ N, 10° 9′ 34″ O  | Ehlbeck 22, Grabhügel        | Rund, Dm. 8 m; H. 0,5 m. Große zentrale, rechteckige Eingrabung (L. 3 m; Br. 2,5 m; T. 1,2 m), darin Granitsteine. Ost-Rand durch Eingrabung zerstört.                               | 28933156 | BW   |
| 53° 5′ 4″ N, 10° 9′ 48″ O   | Ehlbeck 24, Grabhügel        | Oval, Nord-Süd orientiert, L. 12 m; Br. 8,5 m; H. 0,7 m. West-Bereich ist abgetragen. Am Süd-Rand Fahrspur. Oberfläche leicht gestört.                                               | 28933160 | BW   |
| 53° 5′ 5″ N, 10° 9′ 49″ O   | Ehlbeck 25, Grabhügel        | Oval, O-W orientiert, L. ca. 6 m, Br. ca. 4 m und H. ca. 0,3 m. Von Pflanzfurchen überzogen und der Rand läuft aus.                                                                  | 28933162 | BW   |
| 53° 5′ 10″ N, 10° 10′ 34″ O | Ehlbeck 28, Grabhügel        | Fast rund, Dm. 13 m; H. 1,5 m. West-Bereich etwas abgetragen. Rand abgesetzt. | 28933168 | BW   |
| 53° 6′ 8″ N, 10° 9′ 8″ O    | Ehlbeck 32, Reihengräberfeld | | 28933178 | BW   |
| 53° 5′ 5″ N, 10° 9′ 51″ O   | Ehlbeck 41, Grabhügel        | Oval, Ost-West orientiert, L. 12 m; Br. 9 m; H. 0,65 m. Nach Nordosten einige große Granitsteine. Von flachen Ost-West orientierten Pflanzfurchen überzogen. Rand schwach abgesetzt. | 28933290 | BW   |
| 53° 5′ 1″ N, 10° 9′ 27″ O   | Ehlbeck 43, Grabhügel        | Oval, Nord-Süd orientiert, L. 15 m; Br. 12,5 m; H. 0,8 m. Kuppe abgeflacht. Nord-Rand z. T. steil geböscht, sonst abgesetzt.                                                         | 28933294 | BW   |

### Ehlbeck 1
- ID:28932921
- Etwa 1,5 km nördl. von Ehlbeck  liegt eine Gruppe von sieben Grabhügeln, einem Reihengräberfeld und mehreren Brandgräbern. Die Grabhügel FStNr. 1, 3–5 und 8 wurden 1967 ausgegraben, die Grabhügel FStNr. 2 und 6 sind erhalten. Nordwestl. von FStNr. 1 wurden Gräber eines Reihengräberfeldes entdeckt (FStNr. 32). Ostsüdöstl. von FStNr. 5 wurden zwei Brandgräber freigelegt. Die Gräber lassen sich um 700 bis in die 2. Hälfte des 8. Jh. einordnen.

| Lage                       | Bezeichnung                 | Beschreibung                                                                                                   | ID       | Bild |
| -------------------------- | --------------------------- | --- | -------- | ---- |
| 53° 6′ 10″ N, 10° 9′ 10″ O | Ehlbeck 2                   | Fast rund, Dm. 8,5 m; H. 0,6 m. Nord-Bereich durch Waldweg angeschnitten. Von flachen Pflanzfurchen überzogen. | 28932925 | BW   |
| 53° 6′ 10″ N, 10° 9′ 9″ O  | Ehlbeck 6                   | Rund, Dm. 12,5 m; H. 1,1 m. Rand auslaufend.                                                                   | 28933026 | BW   |
| 53° 6′ 10″ N, 10° 9′ 10″ O | Ehlbeck 33, Brandgräberfeld | | 28933180 | BW   |

### Ehlbeck 13
- ID:28933042
- Etwa 1 km südwestlich von Ehlbeck liegt am Nord-Hang des Buschberges ein Grabhügelfeld von sieben, früher (angeblich) acht Grabhügeln. Davon ist einer oval, sechs sind rund bzw. annähernd rund. Dm. 12 – 20 m; H. 0,9 – 1,65 m. 1934 wurde eine (Raub-)Grabung durch Becker um 1900 bekannt. Aus einem der Grabhügel wurden eine männliche und eine weibliche Bestattung geborgen. Die zahlreichen Funde datieren in die Ältere Bronzezeit.

| Lage                       | Bezeichnung | Beschreibung | ID       | Bild |
| -------------------------- | ----------- | --- | -------- | ---- |
| 53° 4′ 52″ N, 10° 8′ 48″ O | Ehlbeck 13  | Rund, Dm. 14 m; H. 1,3 m. Rand abgesetzt. Auf der Oberfläche einige Mulden. Am Südost-Rand eine Nordost-Südwest orientierte Fahrspur. Von flachen Pflanzfurchen überzogen.                                                                         | 28933044 | BW   |
| 53° 4′ 52″ N, 10° 8′ 50″ O | Ehlbeck 14  | Oval, Nordost-Südwest orientiert, L. 18 m; Br. 15,5 m; H. 1 m. Rand abgesetzt. Eine Nordost-Südwest orientierte Fahrspur. Kuppe abgeflacht und von Pflanzfurchen überzogen.                                                                        | 28933046 | BW   |
| 53° 4′ 53″ N, 10° 8′ 49″ O | Ehlbeck 15  | Fast rund, Dm. 15 m; H. 1,3 m. Rand abgesetzt und Kuppe abgeflacht. Eine Nordost-Südwest orientierte Fahrspur. Von flachen Pflanzfurchen überzogen. Nordwest-Rand durch Weg etwas angeschnitten.                                                   | 28933048 | BW   |
| 53° 4′ 55″ N, 10° 8′ 53″ O | Ehlbeck 16  | Rund, Dm. 20 m; H. 1,65 m. Im Südost-Bereich ein Unterstand (Dm. 2,5 m; T. 1 m). Von flachen Pflanzfurchen überzogen. Im Nordwest-Bereich eine Nordost-Südwest orientierte Fahrspur. Rand im Westen auslaufend, sonst abgesetzt. Kuppe abgeflacht. | 28933050 | BW   |
| 53° 4′ 55″ N, 10° 8′ 55″ O | Ehlbeck 17  | Fast rund, Dm. 16 m; H. 1,3 m. Rand schwach abgesetzt. In der Kuppe eine flache Mulde. Von einigen Nordost-Südwest orientierten Fahrspuren und flachen Pflanzfurchen überzogen. Im Südsüdwest-Bereich einige bis eimergroße Granitsteine.          | 28933052 | BW   |
| 53° 4′ 55″ N, 10° 8′ 57″ O | Ehlbeck 18  | Fast rund, Dm. 16 m; H. 1,2 m. Auf dem Hügel kleine Mulden und flache Pflanzfurchen. Rand im Südwesten auslaufend, Ost-Rand steil abgesetzt, sonst abgesetzt.                                                                                      | 28933054 | BW   |
| 53° 4′ 55″ N, 10° 9′ 2″ O  | Ehlbeck 19  | Fast rund, Dm. 12 m; H. 0,9 m. In der Kuppe ein Mulde. Rand auslaufend und zum Teil abgesetzt. | 28933056 | BW   |

### Ehlbeck 29
- ID:28933280
- Etwa 1,3 km ostsüdöstlich von Ehlbeck liegt auf einer kleinen Kuppe und an einem Waldweg ein kleines Grabhügelfeld, bestehend aus zwei rundn und zwei annähernd runden Grabhügeln. Dm. 7 – 19 m; H. 0,4 – 1,9 m.

| Lage                        | Bezeichnung | Beschreibung | ID       | Bild |
| --------------------------- | ----------- | --- | -------- | ---- |
| 53° 5′ 10″ N, 10° 10′ 47″ O | Ehlbeck 29  | Rund, Dm. 17 m; H. 1,7 m. Rand abgesetzt. Am Süd-Rand Hügel angegraben. Ein Granitstein sichtbar.                                                                         | 28933172 | BW   |
| 53° 5′ 10″ N, 10° 10′ 48″ O | Ehlbeck 30  | Fast rund, Dm. 7 m; H. 0,4 m. Von flachen Pflanzfurchen überzogen. | 28933174 | BW   |
| 53° 5′ 11″ N, 10° 10′ 48″ O | Ehlbeck 31  | Fast rund, Dm. 19 m; H. 1,9 m. Rand abgesetzt. In der Mitte längliche Eingrabung und älterer Kopfstich. Im Süden leicht angegraben. Am Hügelfuß mehrere kopfgroße Steine. | 28933176 | BW   |
| 53° 5′ 10″ N, 10° 10′ 50″ O | Ehlbeck 42  | Rund, Dm. 10 m, H. 0,5 m. Zentral eine Eingrabung. Dm. 2 m; T. 0,5 m. Rand abgesetzt. Am Süd-Rand eine Fahrspur.                                                          | 28933292 | BW   |

### Ehlbeck 37
- ID:28933280
- Etwa 1,8 km nördlich von Ehlbeck liegt ein kleines Grabhügelfeld bestehend aus drei runden und einem annähernd runden Grabhügel. Dm. 9,5–12 m; H. 0,4–0,9 m. Die Hügel sind gestört durch Fahrzeugspuren und Pflanzfurchen.

| Lage                       | Bezeichnung | Beschreibung | ID       | Bild |
| -------------------------- | ----------- | --- | -------- | ---- |
| 53° 6′ 17″ N, 10° 9′ 2″ O  | Ehlbeck 37  | Rund, Dm. 12 m; H. 0,9 m. Im Nord-Bereich eine Ost-West orientierte Fahrspur. Von flachen Pflanzfurchen überzogen.                                                                                  | 28933282 | BW   |
| 53° 6′ 18″ N, 10° 9′ 1″ O  | Ehlbeck 38  | Rund, Dm. 9,5 m; H. 0,4 m. Im mittleren Bereich eine Ost-West orientierte Fahrspur. Rand auslaufend und Oberfläche von flachen Pflanzfurchen überzogen.                                             | 28933284 | BW   |
| 53° 6′ 19″ N, 10° 9′ 0″ O  | Ehlbeck 39  | Fast rund, Dm. 11 m; H. 0,5 m. Rand auslaufend. Im mittleren Bereich eine Ost-West orientierte Fahrspur. Von flachen Pflanzfurchen überzogen.                                                       | 28933286 | BW   |
| 53° 6′ 18″ N, 10° 8′ 59″ O | Ehlbeck 40  | Rund, Dm. 12 m; H. 0,6 m. Rand auslaufend. Im Nord-Bereich eine Ost-West orientierte Fahrspur. Von flachen Pflanzfurchen überzogen. Am Nordost-Rand ein eimergroßer Stein, Oberfläche unregelmäßig. | 28933288 | BW   |

## Raubkammer
| Lage                      | Bezeichnung              | Beschreibung | ID       | Bild |
| ------------------------- | ------------------------ | --- | -------- | ---- |
| 53° 4′ 9″ N, 10° 5′ 27″ O | Raubkammer 1, Jagdgehege | Unregelmäßig-ovale Einhegung aus Wall und Außengraben, z. T. auch Innengraben. Gesamtlänge ca. 16 km. Größte Ausdehnung der Innenfläche in Richtung Nord-Süd ca. 2,5 km, in Richtung Ost-West ca. 6,5 km. Das Jagdgehege der Celler Herzöge wurde ca. 1736 angelegt. - ID : 37657916 (Teilstück) - ID : 37658009 (Teilstück) - ID : 37658090 (Teilstück) - ID : 37664163 (Teilstück) - ID : 37664417 (Teilstück) - ID : 37665779 (Teilstück) - ID : 37665823 (Teilstück) - ID : 37665861 (Teilstück) - ID : 36957828 (Teilstück) | 34821036 | BW   |

## Rehlingen
| Lage                        | Bezeichnung             | Beschreibung | ID       | Bild |
| --------------------------- | ----------------------- | --- | -------- | ---- |
| 53° 6′ 6″ N, 10° 11′ 5″ O   | Rehlingen 1, Grabhügel  | Oval, Nordost-Südwest orientiert, L. 16 m; Br. 10,5 m; H. 1,2 m. Zentral eine Eingrabung, Dm. 4 m; T. 0,8 m. West-Bereich durch Straße angeschnitten. Rand abgesetzt. Einige bis eimergroße Granitsteine. Im südwestlichen Böschungsbereich einige Steine des Steinkranzes sichtbar. | 28933296 | BW   |
| 53° 6′ 8″ N, 10° 11′ 5″ O   | Rehlingen 2, Grabhügel  | Rund, Dm. 14 m; H. nach Westen 1,7 m; nach Osten 1,4 m. Rand abgesetzt. Zentral eine Eingrabung. Dm. 2 m; T. 1,2 m. Wenige Granitsteine sichtbar. | 28933298 | BW   |
| 53° 6′ 19″ N, 10° 11′ 17″ O | Rehlingen 6, Grabhügel  | Fast rund, Dm. ca. 12 m; H. 0,45 m. Oberfläche durch kleine Eintiefungen unregelmäßig. Der Südwest- und Nordost-Bereich sind abgegraben und am Nord-Rand drei Granitsteine. | 28933403 | BW   |
| 53° 6′ 7″ N, 10° 13′ 17″ O  | Rehlingen 11, Grabhügel | Oval, Nordwest-Südost orientiert, Länge 22 m, Breite ca. 18 m und Höhe ca. 2,8 m. Rand abgesetzt, im Norden durch eine Grundstücksgrenze angeschnitten. Am südöstlichen Rand eine Mulde.                                                                                             | 28933415 | BW   |
| 53° 6′ 6″ N, 10° 13′ 17″ O  | Rehlingen 12, Grabhügel | Fast rund, Dm. 20 m; H. im Osten 1,7 m; H. im Nordwesten 2 m. Ost-Bereich ist abgestuft. Im Südost-Bereich eine Fahrspur. Rand abgesetzt. | 28933417 | BW   |
| 53° 6′ 6″ N, 10° 13′ 16″ O  | Rehlingen 13, Grabhügel | Fast rund, Dm. 12 m; H. 1,2 m. West-Rand ist angeschnitten. | 28933419 | BW   |
| 53° 6′ 3″ N, 10° 12′ 28″ O  | Rehlingen 18, Grabhügel | Fast rund, Dm. 18 m; H. 1,1 m. Rand auslaufend. Am Nordwest-Rand ein großer Granitstein. Im West-Bereich durch Waldweg etwas angeschnitten. Auf dem Hügel Mulden, Pflanzfurchen und Granitsteine.                                                                                    | 28933429 | BW   |
| 53° 6′ 0″ N, 10° 12′ 28″ O  | Rehlingen 19, Grabhügel | Fast rund, Dm. 15 m; H. 0,7 m. Rand auslaufend und Kuppe abgeflacht. Auf dem Hügel Mulden und einige Granitsteine. | 28933431 | BW   |
| 53° 6′ 10″ N, 10° 11′ 8″ O  | Rehlingen 30, Grabhügel | Fast rund, Dm. ca. 15 m und H. ca. 0,2 m. Rand läuft aus. Flache Mulden. Oberfläche gestört. Im O- und W-Bereich Fahrspuren. | 28933551 | BW   |
| 53° 5′ 23″ N, 10° 11′ 16″ O | Rehlingen 36, Grabhügel | Fast rund, Dm. 16 m; H. 1,1 m. Rand auslaufend und Kuppe abgeflacht. Im Zentrum, am Nordnordwest- und Südsüdost-Rand je eine ca. Nordost-Südwest orientierte Fahrspur. West-Bereich ist abgeflacht.                                                                                  | 28933655 | BW   |
| 53° 5′ 43″ N, 10° 12′ 7″ O  | Rehlingen 38, Grabhügel | | 28932419 | BW   |

### Rehlingen 3
- ID:28933300
- Etwa 2 km westlich von Rehlingen auf einem flachen Höhenzug eine Gruppe von drei Grabhügeln, die in einer Reihe von Südwest nach Nordost liegen. Dm. 12 – 18 m; H. 0,5 – 1,6 m.

| Lage                       | Bezeichnung | Beschreibung | ID       | Bild |
| -------------------------- | ----------- | --- | -------- | ---- |
| 53° 6′ 17″ N, 10° 11′ 5″ O | Rehlingen 3 | Fast rund, Dm. 16 m; H. 1 m. Rand schwach abgesetzt. Auf dem Hügel Mulden. Am Nordost-Rand ein Waldweg. Von Pflanzfurchen durchzogen. | 28933302 | BW   |
| 53° 6′ 18″ N, 10° 11′ 6″ O | Rehlingen 4 | Rund, Dm. 12 m; H. 0,5 m. Rand auslaufend. Wenige Granitsteine. Über den Hügel eine Nordost-Südwest orientierte Schneise.             | 28933304 | BW   |
| 53° 6′ 18″ N, 10° 11′ 7″ O | Rehlingen 5 | | 28933306 | BW   |

### Rehlingen 22
- ID:28933531
- Etwa 2,2 km südwestlich von Rehlingen liegt im Staatlichen Klosterforst Lüneburg eine Gruppe von zwei fast runden und zwei ovalen Grabhügeln. Dm. 11 – 18 m; H. 0,8 – 1,3 m. Die Hügel sind gestört durch Fahrzeugspuren und Pflanzfurchen.

| Lage                       | Bezeichnung  | Beschreibung | ID       | Bild |
| -------------------------- | ------------ | --- | -------- | ---- |
| 53° 5′ 20″ N, 10° 11′ 0″ O | Rehlingen 22 | Oval, Nord-Süd orientiert, L. 11 m; Br. 8,5 m; H. 0,8 m. Im Süden von Weg angeschnitten; im Osten verlaufen alte Fahrspuren und über den Hügel Spuren von Pflanzfurchen / Pflügen. | 28933533 | BW   |
| 53° 5′ 19″ N, 10° 11′ 4″ O | Rehlingen 23 | Fast rund, Dm. 16 m; H. 1,1 m. Der Süd-Bereich etwas abgetragen und Ost-Rand angeschnitten. Von Pflanzfurchen überzogen und Oberfläche unregelmäßig.                               | 28933535 | BW   |
| 53° 5′ 19″ N, 10° 11′ 6″ O | Rehlingen 24 | Oval, Nord-Süd orientiert, L. 18 m; Br. 14 m; H. 1,2 m. Von Pflanzfurchen überzogen. Rand auslaufend. Oberfläche gestört und unregelmäßig, wenige Granitsteine sichtbar.           | 28933537 | BW   |
| 53° 5′ 20″ N, 10° 11′ 8″ O | Rehlingen 25 | Fast rund, Dm. 16 m; H. 1,3 m. Fahrspuren und Pflanzfurchen. Südwest-Bereich abgeflacht.                                                                                           | 28933539 | BW   |

### Rehlingen 26
- ID:28933541
- Etwa 2 km südwestlich von Rehlingen liegt im Staatlichen Klosterforst Lüneburg eine Gruppe von drei annähernd Ost-West aufgereihten Grabhügeln. Dm. 16 – 21 m; H. 0,9 – 1,5 m. Die Oberflächen der Hügel sind gestört durch Fahrspuren bzw. Holzrückarbeiten.

| Lage                        | Bezeichnung  | Beschreibung                                                                                 | ID       | Bild |
| --------------------------- | ------------ | -------------------------------------------------------------------------------------------- | -------- | ---- |
| 53° 5′ 25″ N, 10° 11′ 15″ O | Rehlingen 26 | Oval, Ost-West orientiert, L. 16 m; Br. 13 m; H. 0,9 m. Auf dem Hügel Fahrspuren und Mulden. | 28933543 | BW   |
| 53° 5′ 26″ N, 10° 11′ 16″ O | Rehlingen 27 | Oval, Ost-West orientiert, L. 16 m; Br. 13 m; H. 1 m. Auf dem Hügel Fahrspuren und Mulden.   | 28933545 | BW   |
| 53° 5′ 26″ N, 10° 11′ 20″ O | Rehlingen 28 | Fast rund, Dm. 21 m; H. 1,5 m. Auf dem Hügel zwei Fahrspuren und Mulden.                     | 28933547 | BW   |